# ويلفريد سانو
ويلفريد سانو (بالفرنسية: Wilfried Sanou) ولد 16 مارس 1984 في بوبوديولاسو، بوركينا فاسو، هو لاعب كرة قدم بوركينابي. يلعب كلاعب وسط.

## المسيرة الاحترافية

### أندية لعب لها
- نادي سيون لكرة القدم
- نادي فرايبورغ
- نادي كولن
- نادي كيوتو سانغا لكرة القدم

## روابط خارجية
- ويلفريد سانو على موقع الاتحاد الدولي (مؤرشف)  (الإنجليزية)
- ويلفريد سانو على موقع الاتحاد الأوربي (الإنجليزية)
- ويلفريد سانو على موقع رابطة كرة القدم اليابانية للمحترفين (اليابانية)
- ويلفريد سانو على موقع قاعدة بيانات كرة القدم.إي يو (الإنجليزية)
- ويلفريد سانو على موقع ناشيونال فوتبول تيمز (الإنجليزية)
- ويلفريد سانو على موقع Soccerway.com (الإنجليزية)
- ويلفريد سانو على موقع عالم كرة القدم.نت (الإنجليزية)
- الموقع الرسمي